# Al-Ankabut
Al-Ankabut (Il Ragno) è la ventinovesima Sura del Corano, una sura meccana composta da 69 versetti. Il titolo della sura si riferisce al ragno menzionato nel versetto 41, che viene utilizzato come analogia per descrivere la debolezza degli idoli e l'illusorietà del loro potere. La sura affronta diversi temi, tra cui la prova della fede attraverso le prove, la responsabilità individuale e la necessità di affidarsi unicamente ad Allah.

## Contenuto

### Introduzione e Lotta dei Credenti
Versetti 1-11: La sura inizia con la dichiarazione che la gente sarà certamente testata nella loro fede, così come coloro che li hanno preceduti. Viene enfatizzato che Allah conosce coloro che sono sinceri nella loro fede e coloro che sono ipocriti. I credenti sono esortati a perseverare nonostante le avversità.

### Le Storie dei Profeti
Versetti 12-35: La sura presenta una serie di storie di vari profeti, tra cui:
- La storia di Noè (Nuh) e la sua chiamata al monoteismo, nonostante il rifiuto del suo popolo.
- La storia di Abramo (Ibrahim) e la sua lotta contro l'idolatria, incluso il suo confronto con il re Nimrod.
- La storia di Lot (Lut) e la distruzione del popolo di Sodoma e Gomorra a causa della loro immoralità.
- La storia di Salih e il popolo di Thamud, che rifiuta di seguire il suo messaggio di monoteismo.
- La storia di Mosè (Musa) e la liberazione degli Israeliti dalla schiavitù in Egitto, con la sconfitta del Faraone.

### La Parabola dell'Analogia del Ragno
Versetti 36-44: Viene presentata la parabola del ragno, che costruisce la sua tela come casa fragile e insicura. Questa analogia viene utilizzata per mettere in guardia coloro che adorano gli idoli, sottolineando che gli idoli non possono proteggere o aiutare coloro che li adorano.

### Invito alla Riflessione
Versetti 45-55: Viene invitata la riflessione su diversi aspetti della creazione di Allah, come il cielo, la terra, l'acqua e i viventi, per riconoscere il potere e la saggezza del Creatore. Si sottolinea che coloro che non riflettono sono nell'errore e seguono solo le loro passioni.

### Le Conseguenze dell'Inganno
Versetti 56-69: La sura conclude con una descrizione delle conseguenze dell'inganno e dell'opposizione alla verità. Coloro che si allontanano dalla retta via saranno abbandonati da Allah e saranno lasciati alla propria rovina. Tuttavia, coloro che perseverano nella fede e compiono buone azioni saranno ricompensati con la vita eterna nel Paradiso.

## Analisi
La Sura Al-Ankabut offre una prospettiva completa sulla prova della fede e sulla responsabilità individuale nell'abbracciare la verità divina. Attraverso le narrazioni dei profeti e la parabola del ragno, la sura mette in guardia contro l'illusione dell'idolatria e invita alla riflessione sulla saggezza e sul potere di Allah manifestati nella creazione.
La sura incoraggia i credenti a perseverare nonostante le avversità e a non lasciarsi ingannare dalle illusioni di questo mondo. Attraverso la promessa di ricompense e punizioni nell'aldilà, la Sura Al-Ankabut riafferma l'importanza di seguire la via della verità e della giustizia, indipendentemente dalle difficoltà che si possono incontrare.